# Wang Xian
Wang Xian (chinois simplifié : 王西安 ; né le 7 juillet 1944 à Si Shui, dans l'agglomération de Xingyang, province du Henan) et mort le 6 février 2024 à Chenjiagou est un maître de tai-Chi-Chuan chinois de la 19e génération du style Chen.
Il est l'un des premiers grands maîtres chinois à transmettre ses connaissances à l'extérieur de la Chine, après l'ouverture économique du pays au début des années 1980. Appartenant au Patrimoine Culturel Immatériel Chinois, il est considéré comme un « trésor national vivant chinois ».

## Biographie
En 1945, Wang Song Lin, père de Wang Xian, vient s'installer à Chenjiagou, berceau historique du tai-chi-chuan. L'intérêt de Wang Xian pour cet art martial se manifeste dès l'âge de huit ans. Cependant, ne faisant pas partie du clan des Chen, l'accès à leur enseignement lui est refusé.
En 1958, maître Chen Zhaopi (18e génération du style Chen) revient à Chenjiagou et entreprend de former les villageois, et notamment Wang Xian, Chen Zhenglei, Zhu Tiancai et Chen Xiaowang. À la mort de leur maître (en décembre 1972), la suite de leur formation est assurée par Chen Zhaokui (18e génération du style Chen) et Feng Zhiqiang (18e génération du style Chen), respectivement fils cadet et disciple de Chen Fake (17e génération du style Chen).
Durant la Révolution culturelle, il assume le poste d'adjoint au maire (duizhang 队长) et contribue au développement du taijiquan en mettant en place des cours publiques, en instaurant un système d'incitations financières, et en organisant des petites compétitions. L'entraînement est aussi incorporé dans les écoles primaires. Progressivement, toutes les couches de la population locale pratiquent le taijiquan.
Au début des années 1980, il entame une série de voyages au Japon, en Corée du Sud, en Suède, en Espagne, en Italie, aux États-Unis, en Amérique du Sud, et en France, où il se rend pour la première fois en 1989, à l’initiative de maître Wang Weiguo, entraîneur de l’équipe de France de kungfu wushu. Il est alors reçu par le futur président Jacques Chirac, qui lui attribuera le titre honorifique de citoyen d’honneur permanent.
En 2002, il est élevé au rang de grand maître de tai-chi-chuan de style Chen par l'État chinois. Il figure parmi les « trésors nationaux vivants chinois » et, à ce titre, a reçu la certification de Patrimoine Culturel Immatériel Chinois.
Maître Wang Xian a créé avec ses deux fils un institut privé en 2000, l’IRAP Chine, dont l'un des objectifs est de former des professeurs de tai-chi-chuan, et de promulguer l'enseignement et la pratique du style Chen du maître. Ses élèves ont remporté de nombreuses médailles d’or et d’argent en Chine et à l’étranger. Son deuxième fils, Wang Zhanjun, est un expert redouté en tuishou (ou poussée des mains). Une antenne de cet institut existe en France, l’association IRAP France, présidée par CHAU Pheng-Thao et sous la direction pédagogique d'Alain Caudine (disciple de maître Wang Xian, 1re génération). Cette association organise régulièrement des stages en l'invitant en France.

## Œuvres en français
- Wang Xian et Alain Caudine, Taiji Quan, itinéraire d'un défi, éd. Guy Tredaniel, 2010  (ISBN 978-2-8132-0156-0).
- Wang Xian et Alain Caudine, Applications martiales du Taiji quan : Transmission de l'école Chen, éd. Guy Tredaniel, 2006  (ISBN 978-2844456601)[5].
- Wang Xian et Alain Caudine, A la Source du Taiji Quan : Transmission de l'École Chen, éd. Guy Tredaniel, 2004  (ISBN 978-2-84445-553-6).